# Erica johnstoniana
Erica johnstoniana är en ljungväxtart som beskrevs av James Britten. Erica johnstoniana ingår i släktet klockljungssläktet, och familjen ljungväxter. Inga underarter finns listade i Catalogue of Life.